# Balije Elzas-Bourgondië
Elzas-Bourgondië, later ook Elzas-Zwaben-Bourgondië genoemd, was een balije van de Duitse Orde. De landcommandeur van deze balije had een zetel in de Zwabische Kreits als commandeur van Altshausen.

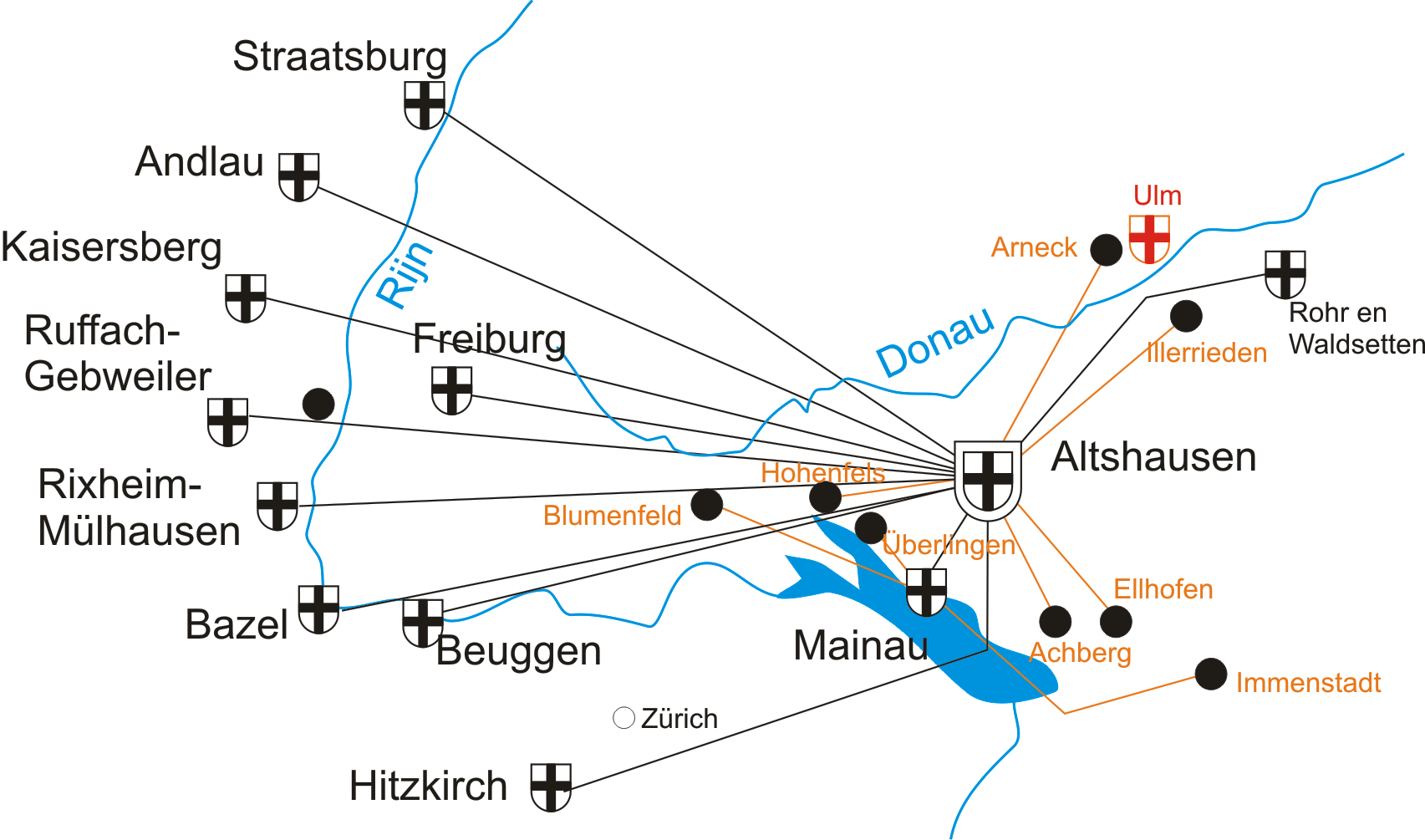
commanderijen en andere bezittingen van de balije Elzas-Bourgondië aan het eind van de achttiende eeuw

## Het ontstaan en de groei van de balije
De balije ontstond omstreeks 1231. De commandeur van Rouffach, Gotfried, noemde zich in 1235 landcommandeur van Elzas en nog in hetzelfde jaar noemde hij zich landcommandeur van Elzas, Bourgondië en Breisgau. Na de verwerving van Beuggen in 1245 werd de zetel van de landcommandeur voor een lange tijd daar gevestigd. In 1444 werd de zetel verlegd naar Altshausen.
De volgende gebeurtenissen gingen vooraf aan de stichting van nieuwe commanderijen: patronaatsrechten in Köniz (1226), goederen in Mülhouse (1232), patronaatsrechten in Sumiswald (1235), bezittingen in Hitzkirch (1237), goederen in Freiburg (1250), bezittingen in Andlau (1258), bezittingen in Bazel (1258), goederen rond Mainau (vanaf 1260), goederen in Kysersberg (vanaf 1295).
De commanderijen Mainau, Altshausen, Beuggen en Sumiswald slaagden erin heerlijkheden met de hoge en lage rechtsmacht te verwerven, zodat zij een eigen territorium hadden.

## Positie van de balije binnen de Orde
In 1386 werd de balije aan de grootmeester van de Orde verpand. Deze verpanding werd nooit ingelost. Daardoor ressorteerde de balije niet langer onder de Duitsmeester, maar direct onder de grootmeester. Het was een Kamer-balije geworden. In 1521 probeerde de balije zelfstandig te worden: zij koos met steun van de Habsburgers zelf haar nieuwe landcommandeur tegen de kandidaat van de grootmeester in. Nadat in 1525 de grootmeester zijn Ordensstaat in Pruisen had veranderd in het wereldlijk hertogdom raakte de balije weer onder het opper-toezicht van de Duitsmeester.

## De commanderijen in Zwitserland
De commanderij in Bern hield op te bestaan in 1485 toen ze werd omgezet in een wereldlijk collegiaal sticht.
De reformatie verminderde het bezit van de balije. In 1528 gingen de commanderijen Köniz, Bern en Sumiswald in Zwitserland verloren. In 1552 werden Köniz en Sumiswald in verkleinde omvang terug verworven. De Orde liet Sumiswald daarna door burgers uit Bern besturen en verkocht de commanderij in 1698 aan Bern. In 1729 werd ook de commanderij Köniz aan Bern verkocht.

## De commanderijen in Frankrijk
Het einde van de commanderij Mulhouse kwam toen deze rijksstad calvinistisch werd. Straatsburg ging ten onder in de Dertigjarige Oorlog. De annexatie van de linker Rijnoever door Frankrijk maakte een eind aan de laatste commanderijen in de Elzas: Andlau, Guebwiller, Kaysersberg en Rufach-Suntheim.

## De commanderijen in Duitsland
In 1590 werd Maximiliaan van Oostenrijk Groot- en Duitsmeester (Hoch- und Deutschmeister). Hij dwong de balije weer binnen zijn oppergezag. De balije mocht twee kandidaten voordragen als er een nieuwe commandeur nodig was, waaruit de Groot- en Duitsmeester dan zijn keuze maakte. In 1673 werd door de commanderij Altshausen het dorp Waldstetten gekocht van het klooster Elchingen. Samen met Rohr werd het vervolgens bestuurd door een voogd. Op enig moment is het tot de commanderij Rohr-Waldstetten verheven.
In paragraaf 8 van de Vrede van Presburg van 26 december 1805 werd de commanderij Mainau bij het keurvorstendom Baden gevoegd.
De Rijnbondakte van 12 juli 1806 regelde het volgende:
- In artikel 17 werden de commanderijen Rohr en Waldstetten bij het koninkrijk Beieren gevoegd.
- In artikel 18 werd de commanderij Altshausen (met uitzondering van de heerlijkheden Achberg en Hohenfeld) bij het koninkrijk Württemberg gevoegd.
- In artikel19 werden de commanderijen Beuggen en Freiburg bij het groothertogdom Baden gevoegd.
- In artikel 23 werden de heerlijkheden Achberg en Hohenfeld (behorend bij de commanderij Altshausen) bij Hohenzollern-Sigmaringen gevoegd.

## Overzicht commanderijen omstreeks 1400
- Beuggen
- Altshausen
- Andlau
- Bazel
- Bern
- Freiburg
- Guebwiller
- Hitzkirch
- Kaysersberg
- Köniz
- Mainau
- Mulhouse
- Rouffach-Suntheim
- Straatsburg
- Sumiswald

## Overzicht commanderijen aan het eind van de achttiende eeuw
- landkommanderije Altshausen (heerlijkheid en graafschap Altshausen met onderambt Illerrieden. Verder de reichsunmittelbare heerlijkhedenArnecth en Achberg, de heerlijkheid Ellhofen, gelehgen in Voor-Oostenrijk, de heerlijkheid Hohenfels (reichsunmittelbarkeit aangevochten door het Landgraafschap Nellenburg.
- commanderije Freiburg, gelegen in Voor-Oostenrijk
- commanderije Hitzkirch, gelegen in het kanton Luzern
- commanderije Rixheim met de heerlijkheid Fessenheim (verenigd met de commanderije Mülhausen), gelegen in Frankrijk, behalve het huis in Mülhausen.
- commanderije Mainau met het eiland Mainau, de heerlijkheid Blumenfeld (reichsunmittelbar), de Rezeptur Überlingen (reichsunmittelbar), de Rezeptur Immenstadt (gelegen in het graafschap Königseck
- commanderije Beugen met de Schaffnereien te Rheinfelden en im Fricktal (gelegen in Voor-Oostenrijk)
- commanderije Ruffach, verenigd met de commanderije Gebweiler (gelegen in Frankrijk)
- commanderije Andlau (gelegen in Frankrijk)
- commanderije Rohr en Waldstetten (gelegen in Voor-Oostenrijk)
- commanderije Bazel (gelegen in kanton Bazel, meeste bezittingen gelegen in Frankrijk)
- commanderije Straatsburg (zonder Huis, bezittingen gelegen in Frankrijk)
- commanderije Kaisersberg (gelegen in Frankrijk)